# Уоттс, Рональд
Рональд Лампман Уоттс (англ. Ronald Lampman Watts; 10 марта 1929, Каруидзава, Япония — 9 октября 2015, Кингстон, Онтарио) — канадский учёный-политолог, исследователь федерализма. Компаньон ордена Канады, член Королевского общества Канады.

## Биография
Рональд Лампан Уоттс родился в 1929 году в Японии в семье миссионеров англиканской церкви Канады. В дальнейшем его отец Хорас стал епископом.
Начав образование в Японии, Рон Уоттс затем вместе с родителями переехал в Канаду, где продолжил учёбу сначала в Порт-Хоупе, а затем в Тринити-колледже Торонтского университета. В 1952 году он получил степень бакалавра искусств и стал Родсовским стипендиатом, отправившись завершать высшее образование в Оксфордский университет, где его наставником стал Кеннет Уир. В Оксфорде, где Уоттс учился в Ориел-колледже и Наффилд-колледже, он вторично окончил первую степень в 1954 году. Магистратуру он окончил в 1959-м, а в 1962 году стал доктором философии в области политологии.
В 1954 году Рональд Уоттс женился на Донне Пейсли. Этот брак продлится всю его оставшуюся жизнь. С 1955 года Уоттс начал преподавать в университете Куинс в Кингстоне — поначалу философию, а с 1961 года на кафедре политико-экономических наук. В 1969 году он стал деканом факультета гуманитарных и точных наук, а в 1974 году, в возрасте 45 лет — ректором университета Куинс, самым молодым на этой должности с 1877 года. На посту ректора Уоттс оставался до 1984 года. Это десятилетие проходило в условиях сокращения государственных дотаций на высшее образование, и Уоттс организовал в университете кампанию по сокращению расходов и в частности экономии электроэнергии, стараясь, чтобы уровень образования и научной работы не пострадал из-за урезанных ассигнований. Во второй половине пребывания в должности ректора он инициировал программу по привлечению в университет талантливой молодёжи из всех регионов Канады и дал начало процессу создания в университете школы политологии, открывшейся в итоге в 1988 году.
С 1989 года Уоттс возглавлял Институт межправительственных отношений университета Куинс. Он также был председателем Комитета по оценке университетов Новой Зеландии Умер в Кингстоне в октябре 2015 года, не оставив потомства.

## Научная работа
Предметом научного интереса Рональда Уоттса был канадский и сравнительный федерализм; он считался одним из ведущих специалистов по этому государственному строю в мире. Отдельное внимание он уделял устройству мультикультурных обществ и в частности британских доминионов. Среди изданных им книг — «Новые федерации: Эксперименты в Британском Содружестве», «Мульткультурные общества и федерализм», «Управление в федеральных системах» и «Сравнение федеральных систем».
Профессиональные знания Уоттса были востребованы в большой политике: Уоттс входил в комиссию Пепена-Робартса по будущему Канады и выступал в роли советника премьер-министра Онтарио Питерсона при выработке условий Мичского соглашения. Он работал также консультантом за рубежом, с правительствами таких стран, как Кения, Нигерия, Уганда, ЮАР, Югославия, Соломоновы острова, Пакистан, Индия и Папуа — Новая Гвинея.

## Признание заслуг
В 1979 году Рональд Уоттс стал офицером ордена Канады; в 2000 году он был произведён в компаньоны ордена Канады — высшая степень этой государственной награды. На следующий год Уоттс стал членом Королевского общества Канады (в рамках Академии общественных наук). Он также имел почётные академические степени пяти различных вузов.